# 水月寺
水月寺位於四川省雅安市名山縣，文物遺址年代判定為明代、清代。2007年6月1日公佈為四川省第七批文物保護單位。